# Ageladas
Ageladas foi um celebrado escultor da Grécia Antiga, integrante da Escola de Argos. Sua atividade é registrada entre os séculos VI e V a.C. Sua fama é aumentada por ter sido supostamente o mestre de Fídias, Policleto e Míron.
Apesar de ser altamente elogiado por escritores antigos, os registros são muito conflitantes, e já foi levantada a hipótese de terem existido dois artistas com esse nome. Teria realizado um grande número de estátuas, entre elas uma de Hércules, uma de Zeus e um grupo das Musas, mas nenhuma delas chegou aos dias de hoje.